# Škoda Felicia (1959)

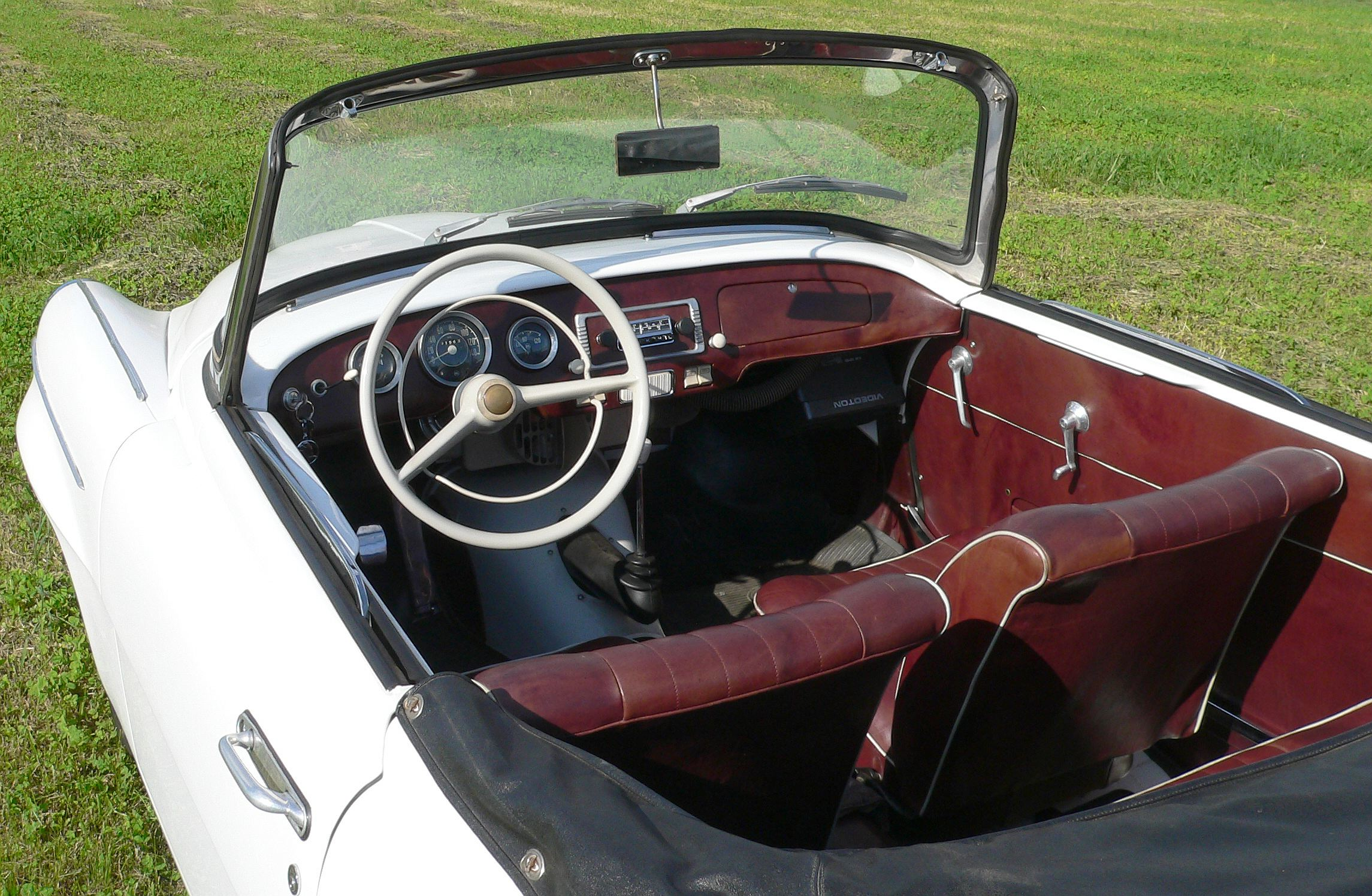
Interiér vozu

Škoda Felicia byl poslední  roadster vyráběný československou automobilkou AZNP, závod Kvasiny v letech 1959–1964.
Vůz byl odvozen od sedanu Octavia. Jeho předchůdcem byla Škoda 450, která se lišila přední nápravou s listovými pružinami. Bylo vyrobeno 14 863 kusů + 1 010 starších Škoda 450. Ve výrobě procházely modely mírnými změnami. Při přechodu ze Škody 450 na Škodu Felicii bylo nejviditelnější změnou pojmenování a modernizace přední nápravy z listového na vinuté odpružení. Změnou prošla i palubní deska.
Od modelu 1961 se řazení přesunulo zpod volantu na podlahu a maska „žralok“ byla nahrazená maskou používanou na modelech Octavia. Nejsilnější verzí byla Škoda Felicia Super, s motorem 1,2 l se dvěma karburátory.

## Technické údaje
| Model                 | 450                             | Felicia                         | Felicia Super                   |
| --------------------- | ------------------------------- | ------------------------------- | ------------------------------- |
| Roky výroby           | 1957–1959                       | 1959–1962                       | 1962–1964                       |
| Vyrobeno vozů         | 1 010                           | 14 863                          | 14 863                          |
| Zdvihový objem        | 1 089 cm³                       | 1 089 cm³                       | 1 221 cm³                       |
| Výkon                 | 36,8 kW (50 k) při 5500 ot./min | 36,8 kW (50 k) při 5500 ot./min | 40,4 kW (55 k) při 5100 ot./min |
| Spotřeba paliva       | 9 l /100 km                     | 9 l /100 km                     | 9,5 l /100 km                   |
| Nejvyšší rychlost     | 130 km/h                        | 130 km/h                        | 135 km/h                        |
| Rozměry               |                                 |                                 |                                 |
| Pohotovostní hmotnost | 900 kg                          | 925–930 kg                      | 900–940 kg                      |
| Délka                 | 4065 mm                         | 4065 mm                         | 4065 mm                         |
| Výška                 | 1380 mm                         | 1380 mm                         | 1380 mm                         |
| Šířka                 | 1600 mm                         | 1600 mm                         | 1600 mm                         |
| Rozvor                | 2400 mm                         | 2390 mm                         | 2390 mm                         |
| Rozchod               | 1210/1250 mm (vpředu/vzadu)     | 1200/1250 mm (vpředu/vzadu)     | 1200/1250 mm (vpředu/vzadu)     |
| Pneumatiky            | 5,50×15                         | 5,50×15, 5,90×15 (od roku 1961) | 5,90×15                         |

## Galerie

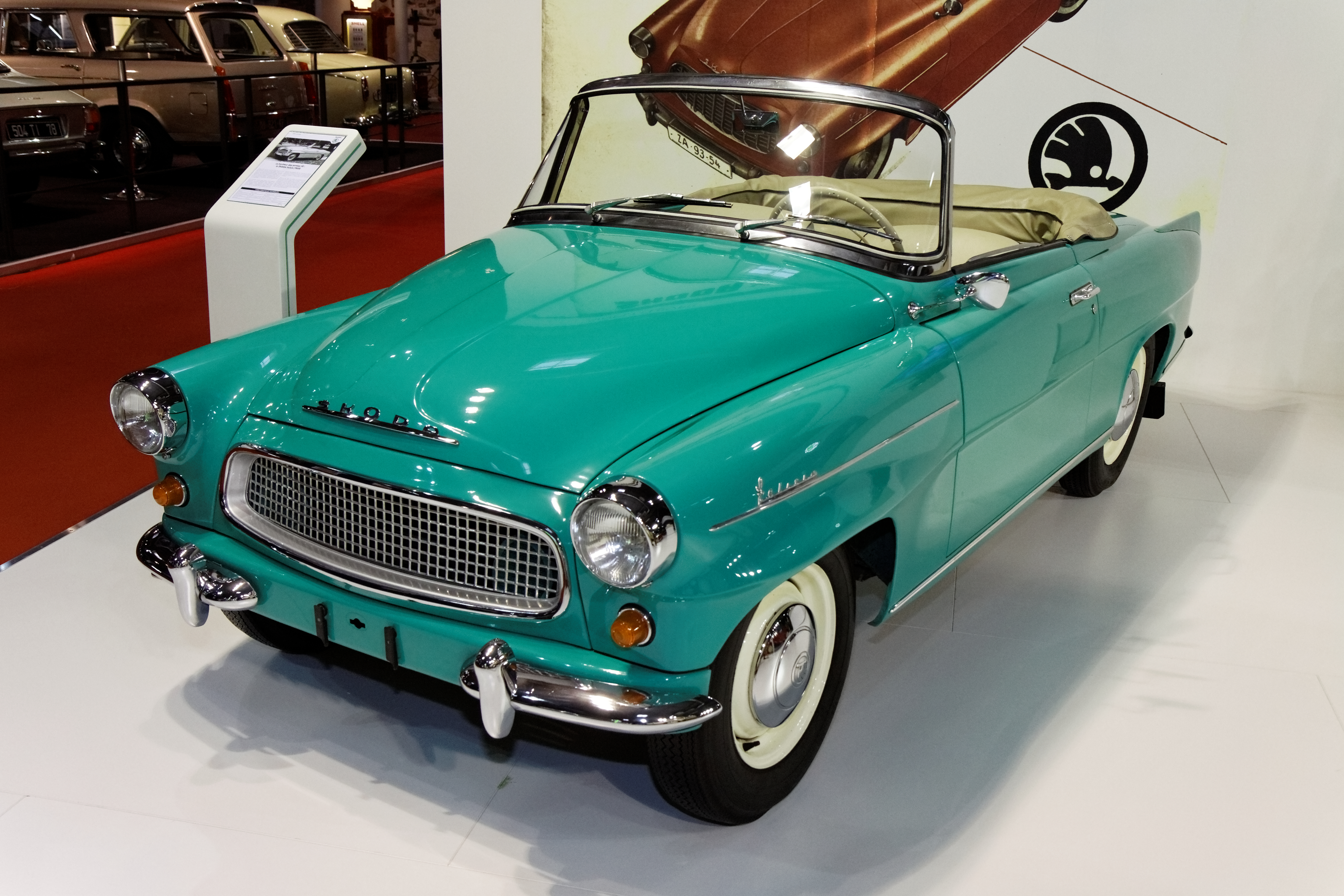
Paříž – Retromobile 2012
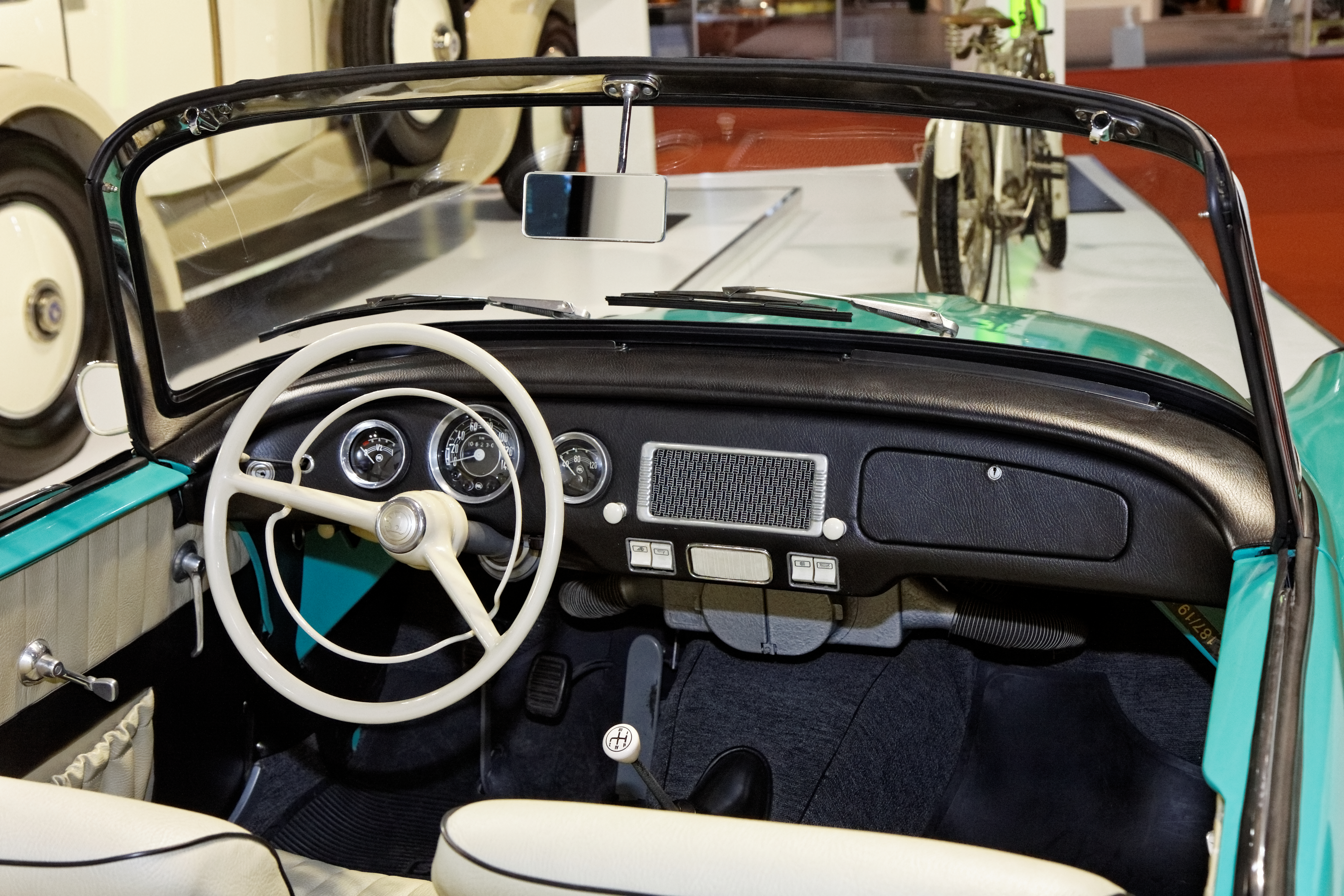
interiér
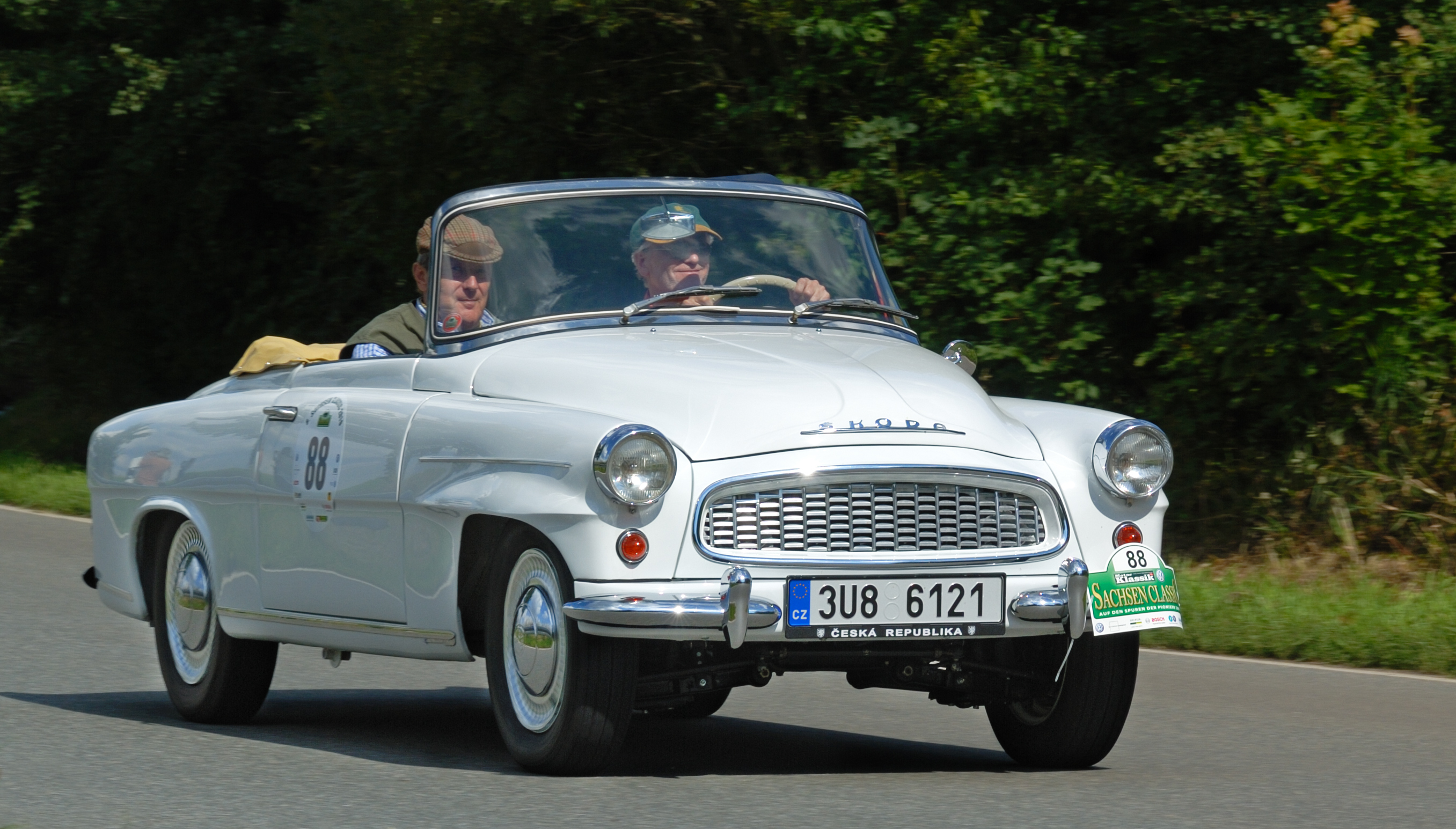
Saxony Classic Rallye 2010
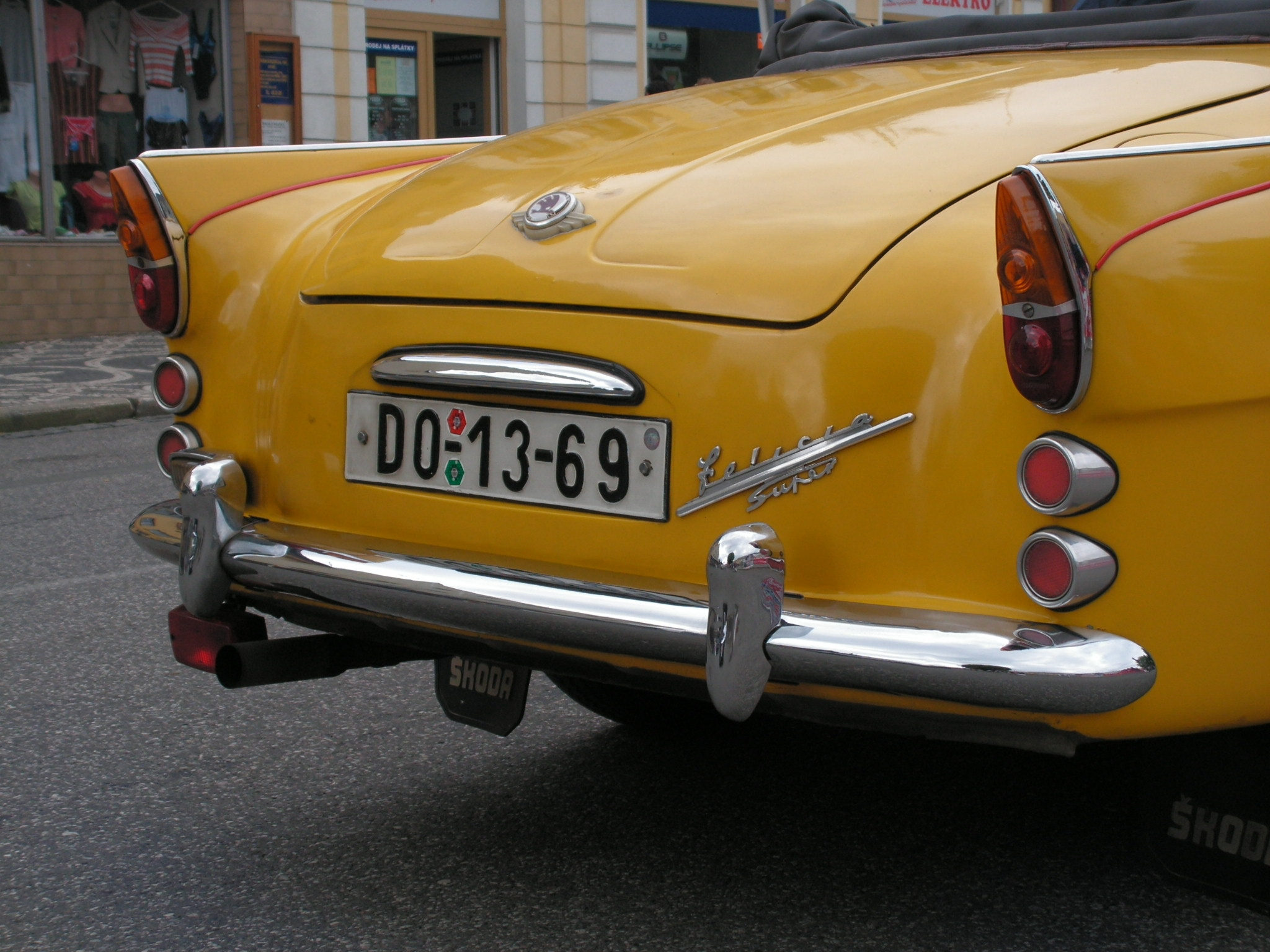
Felicia Super, záď vozu s křidélky
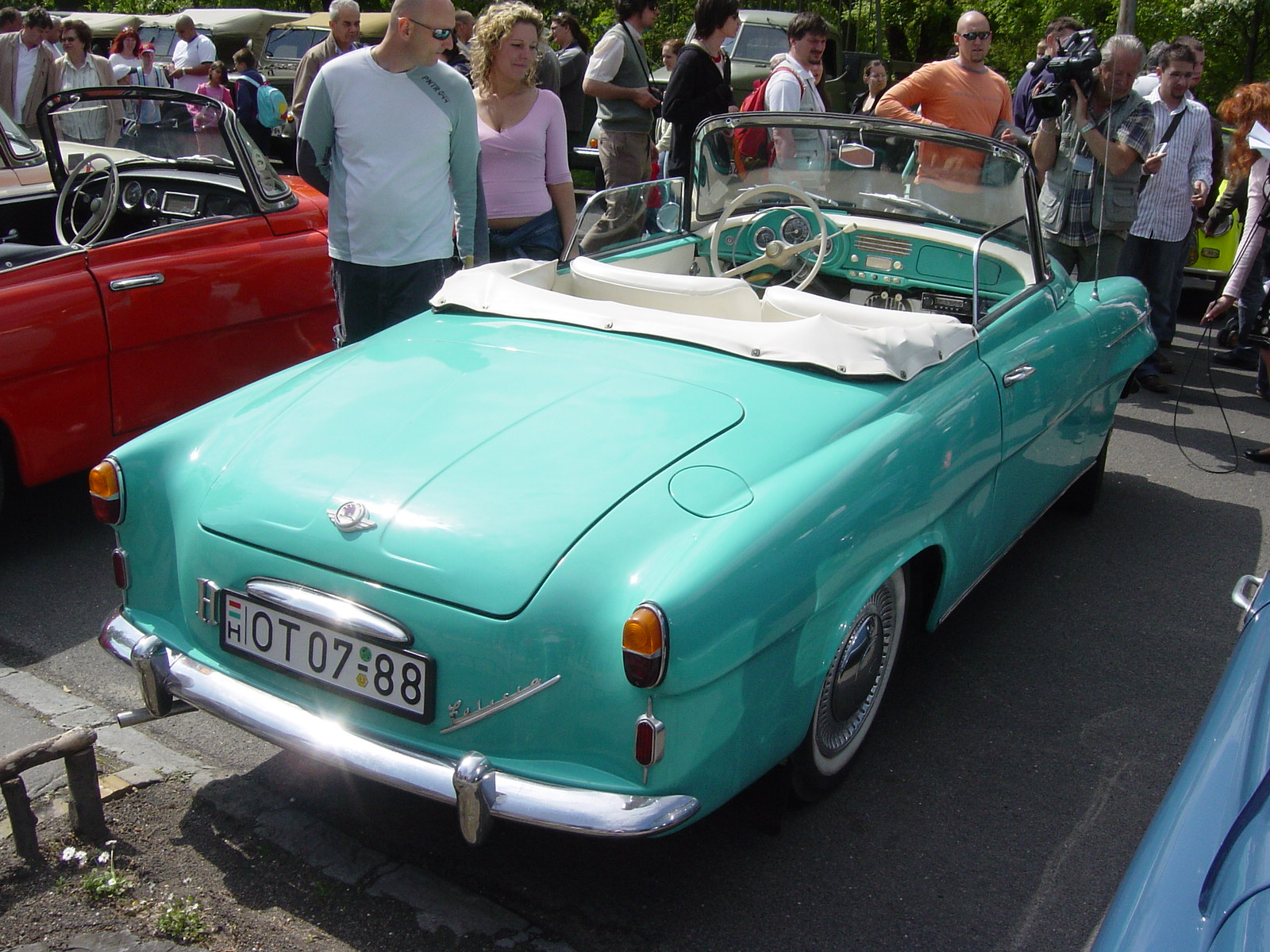
rané provedení bez zadních křidélek